# Јосип Смодлака
Јосип Смодлака (Имотски, 9. новембар 1869 — Сплит, 31. мај 1956) је био правник и хрватски и југословенски политичар.

## Биографија
Завршио је и докторирао право у Загребу и Грацу. После студија био је секретар општине у Имотском, па адвокат у Сплиту.

### Политичко деловање у Аустроугарској
Од 1897. године био је члан егзекутивног одбора далматинске Странке права, а 1901. изабран је за посланика у Далматински сабор. Са Антом Трумбићем и Франом Супилом организовао је акцију помоћи народном покрету у банској Хрватској 1903/'04. године.
На заседању далматинског сабора у јесен 1903., заједно са Трумбићем, прокламовао је „нови курс“ хрватске политике. После је настојао да се акциони програм уједињавања свих политичких снага Далмације у борби против бечког режима реализује што пре, због чега се почетком 1904. сукобио са Трумбићем, раскинуо са далматинским праваштвом и одрекао се посланичког мандата. После тог раскида, остао је поборник политике „новог курса“, критиковао конзервативизам, догме и праксу хрватске грађанске политике.
Године 1905. покренуо је лист „Слобода“ и основао Хрватску демократску странку, која је заступала права сељака и иступала против колоната, феудалних црквених даћа и лихве на селу. После „Ријечке резолуције“, Смодлака се активирао и изван Далмације, у оквиру Хрватско-српске коалиције. На изборима 1910. године, изабран је у Сплиту за посланика у бечко Царевинско веће.
Поткрај 1918. године, Смодлака се у Народном већу у Загребу залагао за што хитније уједињење Државе СХС са Краљевином Србијом. То је нарочито изразио захтевом који је, у име Земаљске владе за Далмацију, поднео заједно са Иваном Крстељом 14. новембра 1918. године.

### Политичко деловање у Југославији
Био је члан делегације Народног већа која је у Београду, с представницима српске владе и Скупштине, припремила и спровела уједињење од 1. децембра, а имао је и значајног удела у преговорима око састављања прве југословенске владе. У Привременом народном представништву био је шеф Клуба неопредељених посланика. Као члан делегације Краљевине СХС учествовао је на Конференцији мира у Паризу. У Уставотворној скупштини поднео је свој предлог устава. Предлагао је поделу државе на дванаест покрајина с ограниченим надлежностима и средишњи парламент са два дома. У сукобу између централизма и федерализма, Смодлака се приклонио тзв. средњој линији. Сматрајући да је крути централизам потребно ублажити, учествовао је с групом интелектуалаца у припремању и организацији Конгреса јавних радника у Загребу 1922. године, којему је и председавао. У даљњем политичком деловању био је близак Давидовићевим демократима, али је наступао као ванстраначка личност. Био је у дипломатској служби као посланик у Ватикану, Берлину и Мадриду.
Године 1936, Смодлака је предлагао остварење хрватско-српског споразума на бази преуређења државе у четири аутономне покрајине. Три године касније предложио је да се Југославија преуреди у савезну државу са четири јединице, српском, словеначком, хрватском и динарском. Ова последња би обухватала Далмацију, Босну и Херцеговину и Црну Гору. Решење „хрватског питања“ видео је у враћању државноправне самосталности банској Хрватској и успостављању „неутралне“ Динарске области. Поткрај 1939. године именован је за сенатора.
Априлски рат 1941. године, затекао је Смодлаку у Сплиту. Након фашистичке окупације убрзо се прикључио Народноослободилачком покрету и вршио функцију председника илегалног Народноослободилачког одбора града Сплита. Касније је прешао на слободну територију, где је биран за члана АВНОЈ-а и ЗАВНОХ-а.
У Националном комитету ослобођења Југославије био је повереник за спољне послове, у јединственој влади ДФЈ, формираној 7. марта 1945, министар без портфеља, затим представник Југославије при Савезничкој команди у Риму. Када је увидео да ће до договора са Италијом око разграничења тешко да дође, на сопствени је захтев био пензионисан.
Поред политичких списа објављивао је радове из подручја географије, историје, етнологије, антропологије и филологије.
Умро је 31. маја 1956. године у Сплиту. Сахрањен је у Клису уза све државне почасти.

## Дела
- Посјет апенинским Хрватима: путне успомене и биљешке, Хрватска књижарница, Задар, 1906.
- Смодлака, Јосип (1920). Нацрт југословенског устава (PDF). Загреб: Хрватски штампарски завод. Архивирано из оригинала (PDF) 04. 01. 2019. г. Приступљено 03. 01. 2019.
- О разграничењу Југославије с Италијом, Изд. Нове Југославије, Београд, 1944.
- Имена места и мештана на тлу Југославије, Ново доба, Сплит, 1946.

### Посмртно
- Партизански Дневник, Нолит, Београд, 1972.
- Записи дра Јосипа Смодлаке, (уредник Марко Костренчић), ЈАЗУ, Загреб, 1972.
- Изабрани списи, (одабрали и приредили Иво Перић и Ходимир Сиротковић), Књижевни круг, Сплит, 1989.

## Занимљивости
Др. Јосип Смодлака је аутор песме „Слободарка“, на темељу које је настала песма „Падај сило и неправдо“, а која је од јула 1942. године била химна Хварске партизанске чете „Матија Иванић“.